# Chant IX du Paradis
Le Chant IX du Paradis est le neuvième chant du Paradis de la Divine Comédie du poète florentin Dante Alighieri. Il se déroule dans le ciel de Vénus, où résident les esprits amoureux ; nous sommes dans l'après-midi du 13 avril 1300 ou du 30 mars 1300.

## Thèmes et contenus

### Prophétie de Charles Martel: versets 1-12
Charles Martel, après avoir levé le doute sur la différence entre les frères, prédit à Dante les déceptions que son fils Charles Robert subira de la part de son oncle. Mais, avant de retourner à sa félicité, il exhorte le poète à ne rien révéler car un juste châtiment s'abattra sur le roi de Naples  Robert.
« Il est souhaitable de diriger les cœurs humains vers le plus grand bien, plutôt que vers les vanités terrestres ! »

### Cunizza da Romano: versets 13-66
Pendant ce temps, un autre esprit, dont la splendeur extérieure révèle le désir de faire quelque chose de plaisant, s'approche du poète. Le regard de Béatrice rassure Dante, qui demande à l'âme de lui démontrer comment elle peut voir ses pensées se refléter en elle. Elle commence alors à parler comme quelqu'un qui aime bien faire. C'est Cunizza, lui fait-elle savoir, sœur de l'odieux tyran Ezzelino III.
Elle vient, comme son frère, de cette partie de la terre italique corrompue entre Venise et les sources des fleuves  Brenta et Piave d'où s'élève la colline de Romano. Elle, Cunizza da Romano est au Paradis, ayant subi dans la vie l'influence de Vénus qui avait fait d'elle une pécheresse. Sa joie peut paraître étrange aux hommes mais pas à Dieu qui, jugeant autrement, a organisé son salut. Elle mentionne ensuite la lumière, brillante comme un bijou, qui se trouve à ses côtés et dit que sa renommée durera au moins cinq siècles, grâce à la vertu de sa vie terrestre : un avertissement à la foule de ceux qui, dans la  Marca Trevigiana, continuent à vivre dans le mal, bien que des malheurs les aient déjà frappés. Mais bientôt, les habitants de Padoue teindront les eaux du Bacchiglione de leur propre sang , vaincus par les Gibelins en 1314 et à Trévise, l'arrogance de  Rizzardo da Camino sera écrasée  en 1312 par une conspiration. Cunizza poursuit ses prophéties  post eventum  en parlant de Feltre : son évêque livrera par trahison trois hors-la-loi aux Ferrarais, afin de se montrer favorable au camp guelfe. Il conclut en affirmant que dans l'Empirée, les trônes sont les intelligences angéliques qui, comme des miroirs, reflètent le jugement divin sur les bienheureux. A ce moment-là, il se tait et rejoint le mouvement circulaire des autres bienheureux.

### Folquet de Marseille: versets 67-108

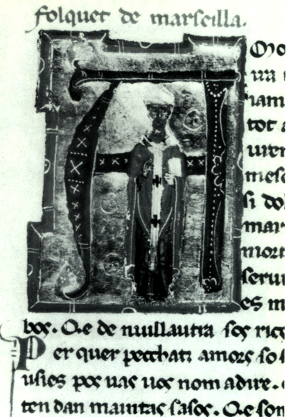
Folquet de Marseille dans une miniature provenant d'un manuscrit de la Bibliothèque nationale de France, Paris.

Le poète s'adresse au bienheureux dont Cunizza a parlé plus tôt et qui brille maintenant comme un rubis, l'incitant à parler, puisqu'il connaît déjà le désir de Dante. L'âme répond par des périphrases géographiques élaborées d'où l'on comprend qu'il est né à Marseille. Nommé Folco ., il reçoit l'empreinte décisive du ciel de Vénus et vit passionnément l'amour dans sa jeunesse. Cependant, de cet amour, il ne ressent aucun repentir, mais plutôt de la joie, car la providence le dirigeait vers le bien.

### Rahab: versets 109-126
Foulquet poursuit en indiquant la lumière qui brille à ses côtés : c'est Rahab, l'esprit le plus brillant du troisième ciel où elle a été accueillie avant toute autre âme rachetée par le Christ. Cette gloire lui valut l'aide qu'elle (la prostituée de Jéricho) apporta à Josué dans la conquête de la Terre Sainte, dont le pontife se soucie fort peu aujourd'hui.

### Invective contre les clercs avares: versets 127-142
Florence, née de la semence de Lucifer, produit et répand partout la « fleur du mal », le florin, la monnaie qui, en suscitant l'avidité de richesse a transformé les bergers (les clercs) en loups. Les Évangiles et les écrits des docteurs de l'Église sont laissés de côté et seuls les Décrétales, c'est-à-dire les textes de droit canonique, sont étudiés. Le pape et les cardinaux, ne pensant qu'aux richesses, ont oublié Nazareth où l'archange Gabriel a fait l'annonce à Marie. Mais bientôt, les lieux sacrés de Rome pour le martyre de saint Pierre et des premiers chrétiens seront libérés de cette profanation.

### Analyse
Comme dans le chant précédent, l'attention du poète est dirigée, plutôt que vers le thème amoureux relatif au ciel de Vénus, vers une observation sévère et parfois polémique de la situation politique de l'Italie contemporaine et de l'Église. Dans ce contexte, les prophéties se détachent : l'une, prononcée par Charles Martel, concerne son frère Robert d'Anjou, roi de Naples ; la seconde, prononcée par Cunizza, concerne les villes vénitiennes déchirées par la violence et la haine partisane ; la troisième, exprimée par Folquet de Marseille est le point culminant d'une véritable invective contre les hommes d'Église, à commencer par le pape, qui ont abandonné l'Évangile et ne se préoccupent que de la richesse et des moyens apparemment licites de l'accroître. Dans les paroles du troubadour, qui deviendra  archevêque, se détache une métaphore (le berger devenu loup) qui anticipe les paroles prononcées par Pierre dans le Chant XXVII (versets 55-56). Comme dans d'autres Chants, l'amertume de l'invective et l'amertume des prophéties s'expriment dans un registre linguistique caractérisé par un « vocabulaire bas » (« gerbes », « sale », « bigoncia », « la fleur mal famée »). Cependant, un registre plus élevé coexiste avec ce langage, perceptible dans les périphrases géographiques (versets 25-30 ; 43-49 ; 82-93) et les références mythologiques (versets 97-102). Enfin, les néologismes de la création de Dante ne manquent pas (versets 73. tuo veder s'inluia, repris au verset 81 : s'io m'intuassi come tu t'inmii).